# Troens Bevis
Troens Bevis är en norsk missionsorganisation, grundad 1965 av den kontroversielle pingstpredikanten Aril Edvardsen.
Från huvudkontoret Sarons dal, i Kvinesdal, når man dagligen ut med evangeliet till 200 länder, via radio, internet och satellit-TV-kanalen Miracle Channel. 
Arils hustru Kari Edvardsen leder den kvinnliga missionsföreningen Karis Misjon och sonen Rune startade biståndsstiftelsen DINA.
Varje år samlas tusentals kristna, från olika kyrkor och samfund, till sommarkonferensen i Sarons dal. Den årliga ungdomskonferensen Jesus to the Nations väcker missionsengagemang hos många unga. 

## Historia
Edvardsen fick våren 1960 en gudomlig uppenbarelse: «…Din livsuppgift skall vara världsvid evangelisation genom nationella vittnen och nationella kyrkor.» 
1965 grundades stiftelsen Troens Bevis Verdens Evangelisering och Troens Bevis Bibel og Misjons Institutt, en treårig bibel- och missionsskola.
I januari 2007 övertogs ledningen för organisationen av Rune Edvardsen. 